# Scandalo di frode bancaria in Moldavia
Lo scandalo di frode bancaria (noto anche come Operazione Titirezul) che nel 2014 ha colpito la Moldavia ha visto coinvolte tre banche moldave, Banca de Economii, Unibank e Banca Socială, nel furto di 1 miliardo di dollari statunitensi. La truffa fu ideata da Ilan Shor, affarista moldavo e presidente del consiglio di amministrazione di Banca de Economii fino al 28 novembre 2014.
Fondi del valore di 1 miliardo di dollari furono trasferiti in Regno Unito e a Hong Kong presso società fittizie usate per nascondere i veri proprietari dei beni, quindi depositati in conti bancari lettoni sotto il nome di vari stranieri.
La perdita totale dallo schema era equivalente al 12% del PIL moldavo.
Fu applicato un sistema di prestiti a catena, prestiti ad una banca venivano pagati con prestiti da un'altra. La massiva espansione del prestito bancario fu attuata con pesanti prestiti da compagnie russe.
Durante le sedute parlamentari sulla frode bancaria, il vice direttore del Sistema di Informazione e Sicurezza della Moldavia Vadim Vrabie dichiarò che il Presidente Nicolae Timofti sapeva dal 2013 del furto presso la Banca de Economii, la Banca Socială e la Unibank.

## Prima del 2012
Tra il 2005 e il 2008 la legislazione bancaria e finanziaria fu sostanzialmente modificata dalla Commissione parlamentare specializzata guidata da Oleg Reidman, così come i regolamenti della Banca Nazionale della Moldavia sulla supervisione del settore bancario e sul tracciamento dei flussi finanziari. Questi cambiamenti indebolirono il sistema bancario e lo esposero a rischi di attività fraudolente.
Tra il 2007 e il 2009 la Banca de Economii (Salva-Banche) espanse le sue attività di prestito, con un significativo numero di crediti al tempo non rimborsabili dopo il 2011. Nel giugno 2012, al Centro Anti-Corruzione Moldavo fu richiesto di indagare sul coinvolgimento delle istituzioni registrate in Moldavia in schemi di riciclaggio di denaro su scala regionale e internazionale, seguendo la causa celebre di Sergej Magnitskij.

## Tra l'agosto 2012 e il novembre 2014
In questo periodo, le tre banche furono soggette a importanti cambiamenti degli azionisti. Ad inizio agosto 2012, la proprietà di Unibank fu trasferita a nomi appartenenti a persone e figure politiche vicine a Ilan Shor. Nel 2013 Ilan Shor acquistò nella proprietà della Banca de Economii.
Per facilitare una crescita nei prestiti agli enti moldavi, le banche avevano apparentemente coordinato la crescita della liquidità disponibile.  Furono anche usati i soldi dalla Compagnia di Assicurazione della Salute dello Stato. Nel giugno 2012, la Compagnia di Assicurazione della Salute dello Stato, guidata da Mircea Buga, depositò 140 milioni di leu moldavi nei conti di Unibank. La Compagnia di Assicurazione della Salute dello Stato non poté ritirare i depositi di 115 milioni di leu moldavi da Unibank fino al gennaio 2015. Il fatto causò un debito di 102 milioni di leu moldavi agli ospedali e un'acuta carenza di medicinali nell'inverno tra il 2014 e il 2015.
Le banche avevano aumentato massivamente i loro prestiti, molto più delle riserve capitali che avevano a disposizione. Secondo un report del Fondo Monetario Internazionale, il capitale normativo della Banca de Economii (Salva-Banche) decrebbe di dieci volte nel 2012, mentre la quota dei crediti scaduti crebbe di circa 1 miliardo di lei. Il valore di mercato delle sue azioni fu ammortizzato dai 30 ai 14 lei in un anno.
Le tre banche coinvolte in attività fraudolente furono controllate dall'ufficio di Grant Thornton in Moldavia, affiliato alla globale Grant Thornton nel 2010, 2011 e 2013. nessuno dei report indicò alcun problema nelle attività delle banche. Uno dei partner della compagnia è Olesea Bride, moglie di Stéphane Christophe Bridé, ministro dell'economia moldavo, ed ex partner di gestione di Grant Thornton Romania-Moldavia.

## Novembre 2014
Nella settimana precedente le elezioni parlamentari in Moldavia del 2014 più di 750 milioni di dollari furono estratti dalle tre banche in soli tre giorni, tra il 24 e il 26 novembre. Un furgone appartenente a Klassica Force, una compagnia di proprietà di Shor, mentre trasportava 12 sacchi di cartelle bancarie, fu derubato e bruciato il 27 novembre. Registrazioni di molte transazioni furono cancellate dai computer delle banche. Il 26 novembre 2014 le banche andarono in bancarotta e furono in seguito messe sotto speciale amministrazione della Banca Nazionale della Moldavia. Il 27 novembre, il governo moldavo guidato dal Primo Ministro Iurie Leancă, segretamente decise di salvare le tre banche con 870 milioni in prestiti di emergenza, coperti dalle riserve statali. Questo creò un deficit nelle finanze pubbliche moldave equivalente a un ottavo del PIL nazionale del paese.

## Report di Kroll
Il 28 gennaio 2015 la Banca Nazionale della Moldavia ingaggiò l'agenzia di consulenza investigativa statunitense Kroll per condurre un'indagine sulla frode.
I revisori revisionarono le transazioni alle tre banche con fondi mancanti nel novembre 2014. Il report documenta come le compagnie legate a Shor gradualmente assunsero il controllo delle banche e poi presumibilmente lasciarono ingenti prestiti alle compagnie affiliate. Si concluse che le tre banche trasferirono almeno 13,5 miliardi di lei a cinque compagnie moldave affiliate al gruppo Shor, controllato da Ilan Shor, tra il 24 e il 26 novembre.
Il report di Kroll, pur essendo confidenziale, fu fatto trapelare al pubblico dal parlamentare moldavo Andrian Candu nel maggio 2015.

## Coinvolgimento delle banche moldave
Le banche moldave sono state a lungo note per essere coinvolte nei più grandi schemi di riciclaggio di denaro della regione, conosciuto come "Il Lavaggio Russo" andando ben oltre la frode di 1 miliardo di dollari del 2014. Impiegati pubblici russi e ucraini, criminalità organizzata locale e affari regionali avevano usato a lungo le banche moldave per riciclare 10 miliardi di dollari e trasferirli in Europa. Tra il 2010 e gli inizi del 2014, la criminalità organizzata e i politici corrotti in Russia trasferirono 20 miliardi di dollari in fondi sporchi attraverso compagnie offshore, banche, prestiti falsi e agenti delegati. Il processo fu certificato pulito dai giudici nella Repubblica di Moldavia e il denaro fu diffuso in Europa.

## Coinvolgimento delle banche lettoni
Un certo numero di banche lettoni fu coinvolto nella truffa. Le banche lettoni citate nel report sono ABLV Bank, PrivatBank e Latvijas Pasta Bank.
Due senatori lettoni, Ainars Latkovskis (capo della Difesa Saeima, la Commissione Anti-Corruzione degli Affari Interni) e Solvita Āboltiņa (capo della Commissione Nazionale di Sicurezza) furono convocati dagli Stati Uniti l'autunno precedente e fu detto loro senza mezzi termini dagli ufficiali del Dipartimento di Stato e del Tesoro che la Lettonia doveva pulire queste azioni.
Nel novembre 2015 il regolatore bancario della Lettonia passò ancora la più dura condanna per riciclaggio di denaro: una multa di 2.016.830 euro per Privatbank, dimissioni del suo CdA e dei suoi responsabili, nonché multe individuali per i membri del consiglio di amministrazione. Le indagini su Pasta Bank e ABLV Bank sono ancora in corso.
ABLV Bank e PrivatBank erano tra le sei banche citate dalle autorità lettoni nel luglio 2012 per aver ricevuto fondi direttamente o indirettamente dal rimborso di tasse illegali da 230 milioni di dollari esposto in seguito da Sergei Magnitsky.

## Implicazioni politiche in Moldavia
Lo scandalo è politicamente delicato in quanto ha coinvolto politici di spicco e uomini d'affari come Vlad Filat, ex Primo Ministro della Moldavia e fondatore del filo-europeo Partito Liberal Democratico della Moldavia. La frode da 1 miliardo di dollari ha compromesso il governo filo-europeo e contribuito a decrescere la popolarità dell'UE tra i moldavi. Un sondaggio dell'aprile 2015 evidenziò che il 32% erano favorevoli all'ingresso nell'UE, un decremento del 46% comparato al 78% nel 2007.
Nel marzo 2015 Emma Tabarta, il vice governatore della Banca Nazionale, e Artur Gherman, presidente della Commissione Nazionale per i Mercati Finanziari, furono dimessi. La decisione fu presa in Parlamento, a porte chiuse, in un incontro che durò più di otto ore. Il governatore della Banca Centrale Moldava Dorin Dragutanu si dimise nel settembre 2015, accusando i politici di interferire nelle indagini della frode. Il governo di Valeriu Streleț si dimise dal Parlamento nell'ottobre 2015, dopo meno di tre mesi di carica.
In risposta alla sparizione di 1 miliardo di dollari fu fondato il movimento popolare Dignità e Verità (in romeno Dreptate și Adevăr) nel febbraio 2015. Il movimento organizzò una serie di proteste, flash mob, occupazioni e risse, note come proteste in Moldavia del 2015.
Alle proteste organizzate dal movimento Dignità e Verità si unirono i simpatizzanti filorussi, che formarono una fazione distinta. Entrambe le fazioni chiesero l'incarcerazione degli oligarchi corrotti e le elezioni anticipate.

## Implicazioni politiche in Lettonia
Kristaps Zakulis, che per quattro anni fu a capo del regolatore finanziario della Lettonia per le Commissioni dei Mercati Capitali e Finanziari (FKTK) diede le sue dimissioni tra le crescenti critiche che non era abbastanza duro per il riciclaggio di denaro nella boutique del settore bancario del paese nel gennaio 2016.

## Processi giudiziari

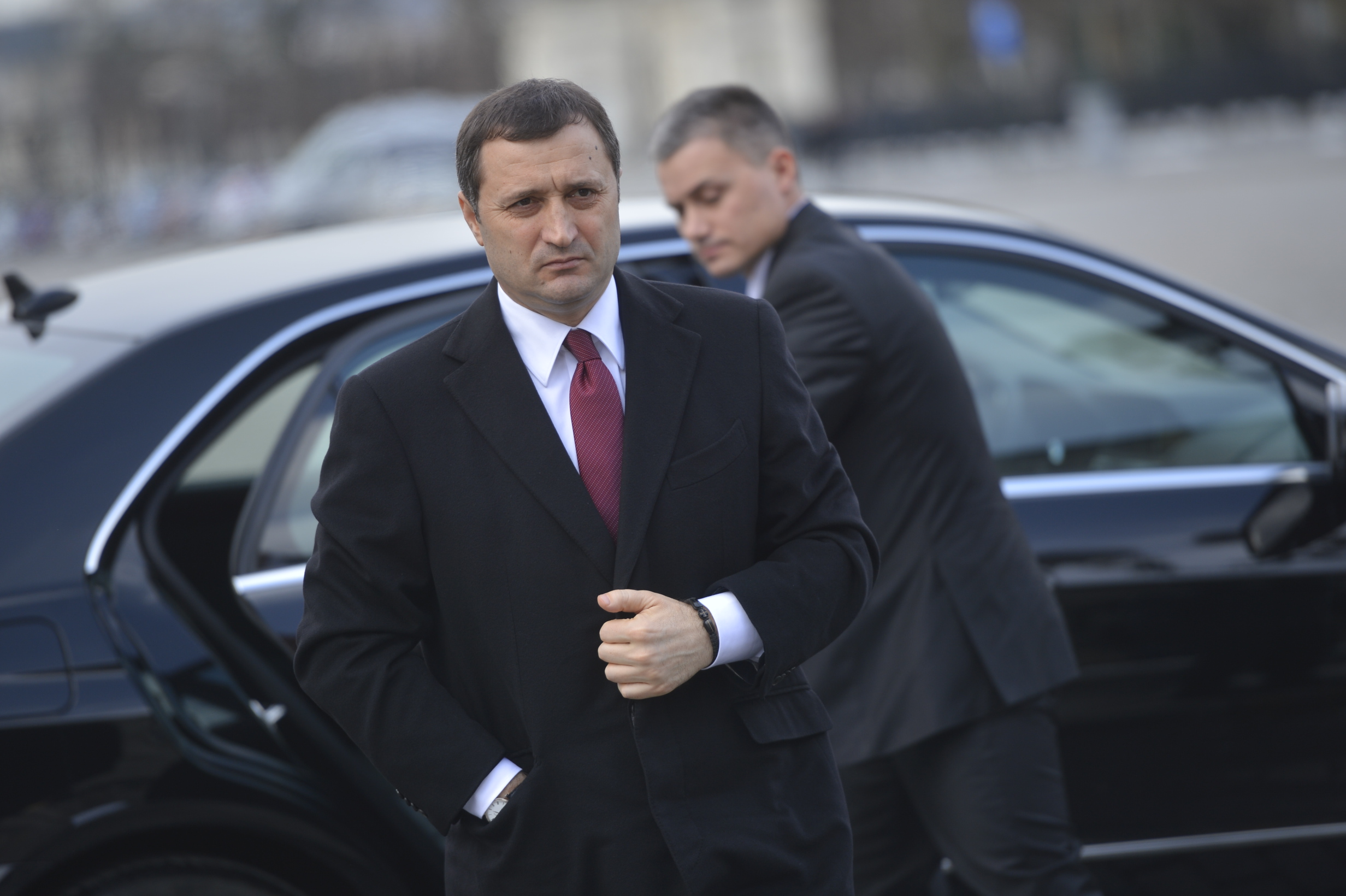
L'ex Primo Ministro Vlad Filat fu arrestato il 15 ottobre 2015 per coinvolgimento nello scandalo di frode bancaria.

Nella fine dell'ottobre 2015 furono avviati almeno 44 casi criminali riguardanti prestiti non-performanti permessi dalle tre banche e 20 di loro sono ancora sotto revisione.
Ilan Shor fu condannato agli arresti domiciliari il 6 maggio 2015 per "abuso di ufficio nella gestione di una banca." Tuttavia, ciò non gli negò di candidarsi alle elezioni comunali di Orhei nel giugno 2015.
Vlad Filat fu privato della sua immunità e ammanettato in parlamento il 15 ottobre 2015. Il 18 ottobre 2015 Filat fu messo in custodia cautelare per 30 giorni, il periodo di detenzione fu esteso per ulteriori 30 giorni nel novembre 2011. Il 22 ottobre 2015, Denis Urechi, manager di ProAcvaCom, fu dichiarato colpevole di aver inviato alla Banca de Economii (Salva-Banche) false valutazioni di terreni per riottenere un prestito equivalente a 1,9 milioni di dollari nell'ottobre 2011.
Ion Rusu, manager di Investimenti Immobiliari Aziendali Caravita Co. fu condannato a 5 anni di prigione per aver usato le compagnie per fondi riciclati e frode. Rusu confessò di aver fatto transazioni fittizie con l'intento di coprire l'origine di 3 milioni di dollari rubati dalla Banca di Salvataggio Moldava.
Rusu è cognato di Vlad Filat, ex Primo Ministro della Moldavia, e ha accusato Filat di essere il vero proprietario delle due compagnie.
Il Tribunale di Chișinău il 27 giugno dichiarò Vlad Filat colpevole di abuso di ufficio e corruzione. Fu condannato a nove anni di prigione per corruzione, privato di onorificenze statali ed escluso dal possesso di una carica pubblica per cinque anni.
Veaceslav Platon, un ex parlamentare moldavo, fu estradiato a Chișinău dall'Ucraina nell'agosto 2016 dopo che i procuratori moldavi lo avevano accusato di aver partecipato allo schema di frode delle banche moldave da 1 miliardo di dollari. Fu condannato per aver rubato più di 40 milioni di dollari dalla Banca de Economii.
Nel settembre 2016, 15 tra ex giudici e giudici in carica e 3 ufficiali giudiziari furono arrestati dagli ufficiali del Centro Nazionale di Anti-Corruzione, essendo accusati di essere coinvolti nello schema del "lavaggio russo". Un giudice e un ufficiale giudiziario furono cercati nelle loro case.

## Reazioni
Petras Auštrevičius, membro del Parlamento Europeo, ha commentato la crisi di fiducia che colpisce la Moldavia: "Per rubare un miliardo di dollari! ... Hai bisogno di un sacco di borse per spostare quei soldi in giro ... Spero che i nomi delle persone coinvolte siano resi pubblici . ... La corruzione in Moldavia è un disagio politico, un disagio che è diventato sistematico e che affligge tutti i livelli del potere ... Sta corrodendo il paese dall'interno".
 Pirkka Tapiola, ambasciatore dell'Unione Europea in Moldavia, ha detto in una conferenza stampa a Chisinau: "Io non ho una risposta per voi su come sia possibile rubare così tanti soldi da un piccolo paese."
 La parlamentare Sheila Jackson Lee ha detto: "Invito l'Amministrazione e il Congresso a indagare se i beni delle banche nazionali dei paesi dell'ex Unione Sovietica non vengono saccheggiati e utilizzati, consapevolmente o inconsapevolmente, a vantaggio delle organizzazioni terroristiche."
 La Romania ha offerto alla Moldavia aiuti economici di emergenza e un prestito di 65 milioni di dollari. Il Primo Ministro romeno Dacian Cioloș ha detto che per ricevere i soldi, la Moldavia dovrà riformare il suo sistema giudiziario, combattere la corruzione, firmare una bozza di accordo per un prestito dal Fondo Monetario Internazionale, e nominare un nuovo governatore della banca centrale.
In risposta alla frode bancaria di 1 miliardo di dollari, l'UE, il Fondo Monetario Internazionale e la Banca Mondiale hanno congelato la loro assistenza finanziaria alla Moldavia.